# Centre Internacional del Trotskisme Ortodox
Centre Internacional del Trotskisme Ortodox (CITO) és una organització política internacional d'orientació trotskista-morenista. El seu nom oficial, en espanyol, és Centro Internacional del Trotskismo Ortodoxo. Agrupa diverses corrents centre-americanes i argentines.
Fou fundat el juliol del 1994 arran d'una escissió de la Lliga Internacional dels Treballadors-Quarta Internacional (LIT-QI), quan aquesta abandonà el mètode del programa de transició. Fonamenta el seu marxisme revolucionari en el Manifest Comunista, els primers quatre congressos de la Tercera Internacional, el Programa de Transició de la IV Internacional i l'Actualització del Programa de Transició feta per Nahuel Moreno. El seu objectiu és la construcció del Partit Mundial de la Revolució Socialista, fonamentat en els partits revolucionaris nacionals i en la seva IV Internacional.